# Ministère de l'Intérieur (Moldavie)
Pour les articles homonymes, voir Ministère de l'Intérieur.
Le ministère de l'Intérieur de la Moldavie (roumain : Ministerul Afacerilor Interne, MAI) est l'un des quatorze ministères du gouvernement moldave. C'est le principal organe exécutif responsable des troupes des Carabiniers moldaves.

## Historique
Pendant la République démocratique moldave, Vladimir Cristi (en) fut directeur général des affaires intérieures.
Le ministère est créé lors de la cessation par l'Union soviétique de Bessarabie qui faisait partie de la Roumanie en 1940. Le 8 août 1940, le gouvernement de l'Union soviétique annonce la création de l'organisation des affaires intérieures du NKVD qui est  responsable de l'ordre public et des services secrets d'État dans la République socialiste soviétique de Moldavie nouvellement créée. Après la Seconde Guerre mondiale, maintenant avec l'occupation soviétique permanente, l'organisation locale du NKVD le 26 mars 1946 change de nom en ministère de l'Intérieur, héritant ainsi directement de l'actuel ministère de l'Intérieur de la Moldavie. Le 18 décembre 1990, le Parlement de la république moldave nouvellement indépendante adopte une loi relative au nom de la police (Poliţia) au lieu de Militsiya.
Parmi les départements du ministère figurent la division générale de la garde d'État, la division de l'information et de la preuve opérationnelle et le département de l'ordre public.

## Ministres
| #  | Portrait | Nom (Naissance–Décès)           | Début et fin de mandat | Début et fin de mandat | Cabinet                 |
| -- | --- | ------------------------------- | ---------------------- | ---------------------- | ----------------------- |
| 1  | Generalul Ion Costaș susținând un discurs pentru comemorarea eroilor căzuți în confruntările de pe Nistru (25100446319) | Ion Costaș (en) (1944-)         | 6 juin 1990            | 5 février 1992         | Druc (en) Muravschi     |
| 2  | | Constantin Antoci (1949-)       | 5 février 1992         | 24 janvier 1997        | Muravschi Sangheli I-II |
| 3  | | Mihail Plămădeală (1945-)       | 24 janvier 1997        | 22 mai 1998            | Ciubuc I                |
| 4  | VictorCatan8333 | Victor Catan (en) (1949-)       | 22 mai 1998            | 21 décembre 1999       | Ciubuc II Sturza        |
| 5  | Vladimir Țurcan (Accent TV, 16 Oct 2015)                                                                                | Vladimir Țurcan (en) (1954-)    | 21 décembre 1999       | 19 avril 2001          | Braghiș                 |
| 6  | | Vasile Drăgănel (1962-)         | 19 avril 2001          | 27 février 2002        | Tarlev I                |
| 7  | | Gheorghe Papuc (en) (1954-)     | 27 février 2002        | 31 mars 2008           | Tarlev I-II             |
| 8  | | Valentin Mejinschi (en) (1967-) | 31 mars 2008           | 21 octobre 2008        | Greceanîi I             |
| 9  | | Gheorghe Papuc (en) (1954-)     | 21 octobre 2008        | 25 septembre 2009      | Greceanîi I-II          |
| 10 | VictorCatan8333 | Victor Catan (en) (1949-)       | 25 septembre 2009      | 14 janvier 2011        | Filat I                 |
| 11 | | Alexei Roibu (1954-)            | 14 janvier 2011        | 24 juillet 2012        | Filat II                |
| 12 | | Dorin Recean (1974-)            | 24 juillet 2012        | 18 février 2015        | Filat II Leancă         |
| 13 | Oleg Balan (2015) | Oleg Balan (en) (1969-)         | 18 février 2015        | 20 janvier 2016        | Gaburici Streleț        |
| 14 | | Alexandru Jizdan (en) (1975-)   | 20 janvier 2016        | 8 juin 2019            | Filip                   |
| 15 | Andrei Năstase in November 2017                                                                                         | Andrei Năstase (1975-)          | 8 juin 2019            | 14 novembre 2019       | Sandu                   |
| 16 | Voicu in August 2019 | Pavel Voicu (en) (1973-)        | 14 novembre 2019       | 6 août 2021            | Chicu                   |
| 17 | | Ana Revenco (en) (1977-)        | 6 août 2021            | 14 juillet 2023        | Gavrilița Recean        |
| 18 | | Adrian Efros (en) (1982-)       | 17 juillet 2023        | Titulaire              | Recean                  |

## Structure
La structure organisationnelle du ministère est la suivante:
- Cabinet du ministre
- Direction de l'analyse, du suivi et de l'évaluation des politiques
- Direction des politiques dans le domaine de l'ordre public et de la sécurité
- Direction de la prévention et de la lutte contre la criminalité
- Direction de la coopération internationale
- Direction des politiques dans le domaine de la gestion intégrée des frontières d'État
- Direction des politiques de migration et d'asile
- Direction des politiques dans le domaine de la gestion des crises et des situations d'urgence
- Direction des politiques et de la formation du personnel
- Service politique dans le domaine de la preuve de la population et de la citoyenneté
- Service politique dans le domaine des réserves matérielles de l'État
- Service des questions spéciales
- Service d'audit interne
- Direction de la gestion institutionnelle
- Département juridique
- Département des ressources humaines
- Département financier-administratif
- Département de la gestion des documents
- Service d'information et de communication avec les médias

### Institutions subordonnées
- Inspection générale de la police
- Police aux frontières moldave
- Inspection générale des situations d'urgence
- Département des troupes de carabiniers
- Bureau de l'immigration et de l'asile
- Service des technologies de l'information
- Service de protection interne et de lutte contre la corruption
- Service de direction opérationnelle et d'inspection
- École de police Ștefan cel Mare
- Service médical
- Club sportif central « Dinamo »
- Agence des réserves matérielles